# Centre de gérontologie de Belgrade
Le centre de gérontologie de Belgrade (en serbe cyrillique : Геронтолошки центар Београд ; en serbe latin : Gerontološki centar Beograd) est un établissement public situé à Belgrade, la capitale de la Serbie. Créé dans les années 1960, il fait partie de l'European Social Network (ESN), le « réseau social européen ».

## Réseau
Le centre dispose de plusieurs maisons qui assurent l'hébergement et le suivi des personnes âgées.
La maison de Bežanijska kosa (Dom Bežanijska kosa), créée en 1983, se trouve sur le territoire de la municipalité de Zemun, au 49 rue Marije Bursać ; elle dispose d'une capacité de 600 lits ; elle est accessible par la ligne de bus 77 (Zvezdara – Hôpital de Bežanijska kosa) de la société GSP Beograd.
La maison de Voždovac (Dom Voždovac) est située aux n° 6-12 de la rue Kačerska ; créée en 1972, elle peut accueillir 270 personnes âgées ; elle est desservie par les lignes d'autobus 18 (Medaković III - Zemun Bačka), 25 (Karaburma II – Kumodraž), 33 (Gare de Pančevački most – Kumodraž) et 39 (Slavija – Kumodraž I) ou par les lignes de tramway 9 (Banjica - Blok 45), 10 (Kalemegdan – Banjica) et 14 (Ustanička - Banjica).
La maison de Karaburma (Dom Karaburma) est située 2 rue Plješevička, à proximité du Danube ; construite en 1963, elle est la plus ancienne du réseau et a été rénovée en 1996 ; elle dispose de 175 places. On peut y accéder par lignes d'autobus 16 (Karaburma II - Novi Beograd Pohorska), 23 (Karaburma II – Vidikovac) et 27 (Trg Republike – Mirijevo III).
La maison de Stacionar (Dom Stacionar), située 2 rue Diljska dans le quartier de Karaburma, peut accueillir 111 pensionnaires ; on peut y accéder par les lignes de bus 16 (), 23 et 25, arrêt Diljska, ou par les bus 32 (Vukov spomenik – Višnjica), 32E (Trg Republike – Višnjica) et 35 (Trg Republike – Cimetière de Lešće), arrêt Sporta.
Le Centre de gérontologie de Belgrade gère aussi de nombreux centres de jour et clubs de terrain.